# プランド・ペアレントフッド
プランド・ペアレントフッド（Planned Parenthood Federation of America、PPFA、全米家族計画連盟）は、アメリカと世界で活動する性と生殖に関する医療サービス非営利組織。創設者はマーガレット・サンガー。
人工妊娠中絶手術、経口避妊薬処方、性感染症治療といったサービスを提供しながら、産科学・婦人科学の学術調査、性教育などを実施している。プロチョイス（中絶権利擁護派）の推進団体であり、国際家族計画連盟加盟団体。2017年メアリー・ウッダード・ラスカー公益事業賞受賞。日本の関連団体としてある日本家族計画協会は創設者マーガレット・サンガーの来日を記念して創設された。
Planned parenthoodは、「計画された親性（親の時期）」「計画出産」などと訳出でき、それはその字義通り家族計画の意である。

## 歴史

### 起源

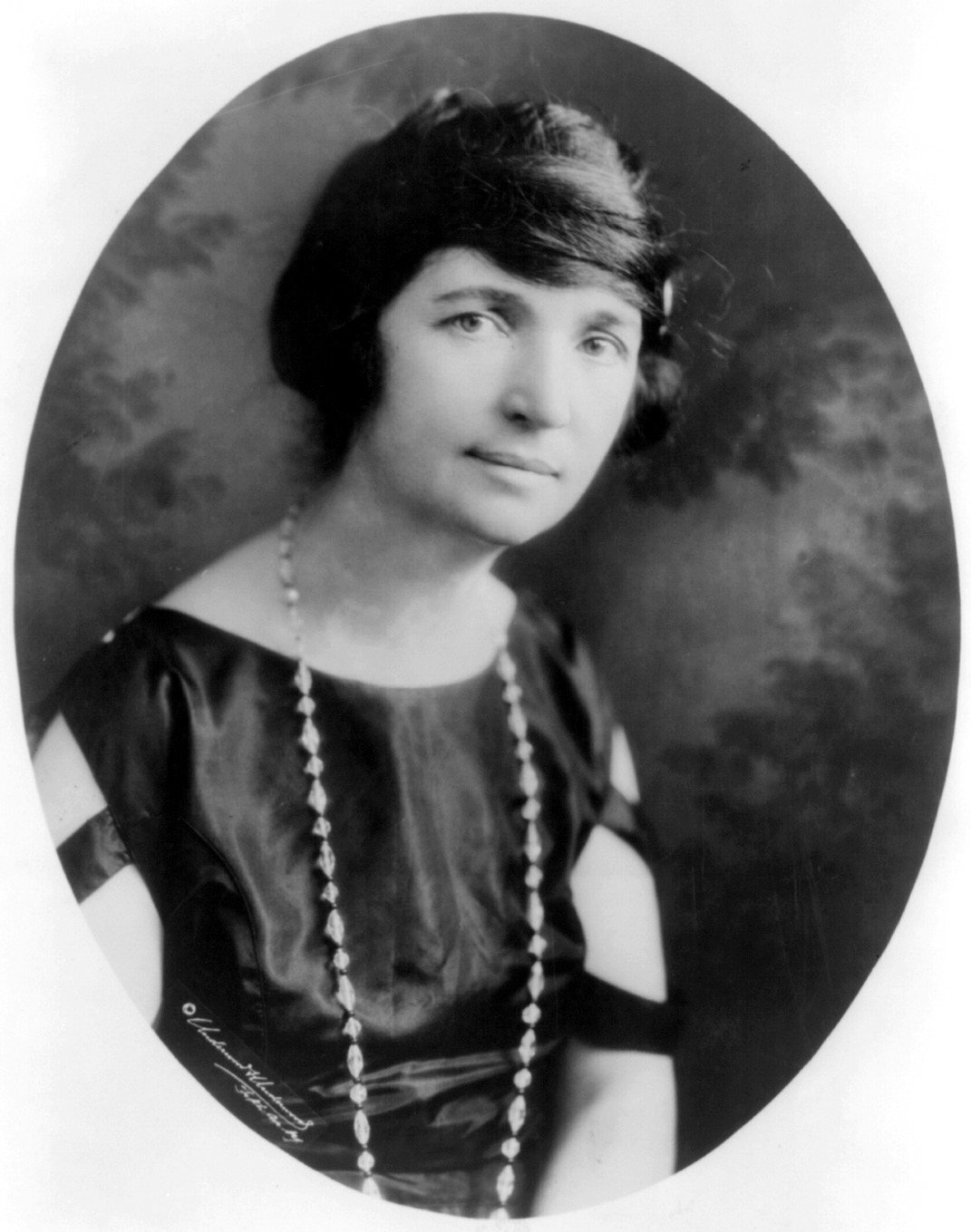
初代会長マーガレット・サンガー (1922年)

プランド・ペアレントフッド（Planned Parenthood）の起源は、1916年10月16日、マーガレット・サンガー、妹のエセル・バーン、ファニア・ミンデルが、ニューヨーク市ブルックリン区のブラウンズビルに米国初の産児制限クリニックを開設したことにさかのぼる。3人は、避妊、避妊アドバイス、および避妊情報を病院でおこなっていた。3人全員は逮捕され、クリニックでわいせつな資料を配布したとして告発され、コムストック法の条項に違反したとして投獄さた。いわゆるブラウンズビル裁判は、国民の注目を集めた。サンガーと彼女の共同被告は軽罪で有罪判決を受け、その後2回の上訴裁判所に上訴した。最終判決を下した裁判官はまた、医師が処方した産児制限を許可するように法律を修正した。これは米国の避妊と性教育を管理する法律に大きな変化をもたらした。

## 支持者
バラク・オバマ、ヒラリー・クリントンなどがプランド・ペアレントフッドの会議に出席し、演説している
マーク・ジェイコブスとマイリー・サイラスがコラボレーションTシャツを販売した。また、スカーレット・ヨハンソンも支持者の一人である。

## スキャンダル
2015年に中絶した胎児の臓器に関する利益供与の疑いについて調査されたが、2016年に何ら問題となる行為は無かったことが分かった。